# Sogod (Leyte Meridionale)
Sogod è una municipalità di seconda classe delle Filippine, situata nella provincia di Leyte Meridionale, nella regione di Visayas Orientale.
Sogod è formata da 45 barangay:
- Benit
- Buac Daku
- Buac Gamay
- Cabadbaran
- Concepcion
- Consolacion
- Dagsa
- Hibod-hibod
- Hindangan
- Hipantag
- Javier
- Kahupian
- Kanangkaan
- Kauswagan
- La Purisima Concepcion

- Libas
- Lum-an
- Mabicay
- Mac
- Magatas
- Mahayahay
- Malinao
- Maria Plana
- Milagroso
- Olisihan
- Pancho Villa
- Pandan
- Rizal
- Salvacion
- San Francisco Mabuhay

- San Isidro
- San Jose
- San Juan (Agata)
- San Miguel
- San Pedro
- San Roque
- San Vicente
- Santa Maria
- Suba
- Tampoong
- Zone I (Pob.)
- Zone II (Pob.)
- Zone III (Pob.)
- Zone IV (Pob.)
- Zone V (Pob.)